# باول دودلي (محامي)
باول دودلي (بالإنجليزية: Paul Dudley) هو محامي أمريكي، ولد في 3 سبتمبر 1675 في Roxbury, Boston ‏ في الولايات المتحدة، وتوفي بنفس المكان في 25 يناير 1751.